# حضرت علی (سیاستمدار افغان)
حضرت علی (زاده ۱۳۴۳ ولسوالی قرغه‌ای - ولایت لغمان) سیاستمدار، جنگسالار افغانستانی و نماینده مردم ولایت ننگرهار در دوره‌های پانزدهم و شانزدهم مجلس نمایندگان افغانستان است. وی در مجلس شانزدهم نمایندگان افغانستان عضو کمیسیون امور داخلی می‌باشد.
وی از رهبران قوم پشه‌ای و از شخصیت‌های بانفوذ شرق افغانستان است که در سال ۲۰۰۱ موفق شد با حمایت هوایی آمریکایی‌ها کنترل شهر مهم جلال‌آباد را از دست طالبان بیرون آورد. حضرت علی رهبر واقعی عملیات دستگیری اسامه بن لادن در کوه‌های تورابورا بود که البته ناموفق ماند. وی قدرت زیادی در ولایت ننگرهار و ولایت لغمان دارد.

## زندگی‌نامه
حضرت علی‌زاده ۱۳۴۳ از ولسوالی قرغه‌ای، ولایت لغمان است.وی در زمان جنگ شوروی در افغانستان از فرماندهان حزب اسلامی شاخه یونس خالص بود که در اواخر دهه ۱۳۶۰ و اوایل دهه ۱۳۷۰ بخش‌هایی از شرق افغانستان به ویژه شهر جلال‌آباد در مرز پاکستان را در اختیار خود داشتند. بیشتر اعضای این حزب در زمان قیام طالبان به آنها پیوستند اما حضرت علی ترجیح داد به مخالفین طالبان در ائتلاف شمال بپیوندد و مقاومت علیه طالبان را در نقاط شرقی افغانستان سازماندهی کند.
با آغاز حمله ائتلاف بین‌المللی به رهبری آمریکا به افغانستان در سال ۲۰۰۱ حضرت علی به عنوان یکی از فرماندهان مخالف طالبان موفق شد با حمایت هوایی آمریکایی‌ها کنترل شهر جلال‌آباد را از دست طالبان بیرون آورد. در این دوران او و تعدادی از هم‌قطارانش «شورای شرقی» را تشکیل دادند که یک دولت محلی در شرق افغانستان تا پیش از روی کار آمدن دولت انتقالی به ریاست حامد کرزی محسوب می‌شد.
حضرت علی با روی کار آمدن حکومت کرزی مدتی به عنوان فرمانده پلیس ولایت ننگرهار منصوب شد. وی در انتخابات مجلس نمایندگان سال ۱۳۸۴ افغانستان به عنوان نماینده ولایت ننگرهار به عضویت ولسی جرگه درآمد.
حضرت علی همسری ایرانی دارد و مالک خانه‌ای در مشهد است. در سال ۱۳۹۱ خبرگزاری پژواک به نقل از یکی از مقامات دولتی افغانستان گزارش داد که دولت ایران ۲۵ میلیون دلار به حضرت علی پرداخته تا او و هم‌قطارانش در مجلس جلوی تصویب یک موافقتنامه استراتژیک امنیتی میان دولت آمریکا و افغانستان را بگیرند اما حضرت علی به تندی این گزارش را تکذیب کرد.